# 恵比寿マスカッツ ハニートラップTV
『恵比寿マスカッツ  ハニートラップTV』（えびすマスカッツ ハニートラップティーヴィ―）は、AbemaTV、Abemaプレミアムで配信される番組である。恵比寿マスカッツの冠番組であり、『恵比寿マスカッツ 真夜中の運動会』の後継番組。

## 番組概要
2021年3月19日より、毎週金曜夜20:00よりABEMAで配信開始。前身番組と異なり、ABEMAプレミアム会員限定の有料番組に変更となる。またABEMAマスカッツシリーズでMCを続けたオアシズから光浦靖子がレギュラーから外れ、大久保佳代子の単独MCとなる。3月16日にイメージキャプチャーとしてメンバーの三上悠亜、吉澤友貴、桃乃木かなが黒い衣装を纏う写真が公開された。2021年12月17日をもっていったん終了となった。

## 出演者
MC
- 大久保佳代子（オアシズ）
- カンニング竹山

見届け人/仕掛け人
- 恵比寿マスカッツ

新型ウイルス拡大防止対策もあり、スタジオは5人前後の選抜メンバーのみが出演。前身番組までの統一ユニフォームは廃止され、フォーマルな衣装での出演となる。
| 名前       | キャッチフレーズ                          | 備考                 |
| ---------- | ----------------------------------------- | -------------------- |
| 石岡真衣   | おとぼけセクシー唇                        |                      |
| 市川まさみ | 帰ってきたリーダー                        |                      |
| 羽咲みはる | ぴょんぴょんトラッパー                    |                      |
| 川上奈々美 | 演技派                                    |                      |
| 神崎紗衣   | ハニトラ百戦錬磨                          |                      |
| 黒沢美怜   | スベリ女王                                |                      |
| 辰巳シーナ | 暗闇に怪しく光るパンティ 闇占い師         |                      |
| 藤原亜紀乃 | 二流メンバー お試しMC                     |                      |
| 松岡凛     | マスカッツヘビー級・ハニトラ界のバケモノ  |                      |
| 三上悠亜   | エーストラッパー                          |                      |
| みひろ     | そこそこ歳がいっている バツイチトラッパー | 初代恵比寿マスカッツ |
| 桃乃木かな | ハニトラ界の小悪魔 ハニトラ界のピーチ姫   |                      |
| 由愛可奈   | トリッキーハニトラ師                      |                      |
| 吉澤友貴   | ハニトラの魔術師                          |                      |
| 架乃ゆら   | ロリコンエース                            |                      |
| 如月さや   |                                           |                      |
| 小林ひろみ |                                           |                      |
| 桜もこ     |                                           |                      |
| 白藤有華   | NGなしアイドル                            |                      |
| 友田彩也香 |                                           |                      |
| なつ葵     |                                           |                      |
| 奈良歩実   |                                           |                      |
| まいてぃ   | Tバック隊長                               |                      |
| 松本ゆん   | びっくり顔                                |                      |
| 宮村ななこ | すけべ女王 ハレンチ大先生                 |                      |
| 栄川乃亜   | ハニトラルーキー                          |                      |
| 深田結梨   | 泣き虫新人 小悪魔ロリフェイス             |                      |
| 山岸逢花   | ドすけべアナウンサー ミスパーフェクト     |                      |
| 希島あいり | エロティカ7頭身                           | 初代恵比寿マスカッツ |
| 広瀬りおな | 新加入メンバー                            |                      |

仕掛け人
- アイアム野田 （鬼ヶ島・♯1、♯30）
- ノッチ（デンジャラス・♯1）
- ひぐち君（髭男爵・♯2）
- 門脇のりや（サツキ・♯2、♯30）
- 植野行雄（デニス・♯4）
- 花里・Ｗ・茂晴（おとぎばなし・♯4）
- オラキオ（♯5、♯15、♯25）
- 奥村うどん（スタンダップコーギー・♯5、♯7、♯30、♯31）
- 原口あきまさ(♯6)
- 長州小力(♯7、♯30)
- コネオ・インターナショナル(♯13)
- 安部紀克(納言・♯14)
- ひるちゃん(インポッシブル・♯15)
- 森本サイダー(♯16)
- 小石田純一(♯17、♯30)
- 大鶴肥満(ママタルト・♯16、♯17、♯20、♯21、♯25、♯26、♯27、♯29、♯30、♯31)
- 和田まんじゅう(ネルソンズ・♯20)

その他ゲスト
- 光浦靖子（オアシズ・♯3、#8、#27）
- 鈴木拓（ドランクドラゴン・♯16～♯27）
- 黒沢かずこ（森三中・♯17、♯20、♯21、♯25～）
- 清野茂樹（♯3、♯8）
- パンツェッタ・ジローラモ(仕掛け人特別ゲスト）(♯14、♯30)
- 吉川大士郎(♯26、♯27)
- クロちゃん(安田大サーカス)(♯28)

-チームK-1-
- 安保瑠輝也(仕掛け人特別ゲスト）(♯6)
- 城戸康裕(仕掛け人特別ゲスト）(♯8、♯9)
- 小澤海斗(仕掛け人特別ゲスト）(♯8)
- 松本日向(仕掛け人特別ゲスト）(♯8)
- 村越優汰(仕掛け人特別ゲスト）(♯9、♯21、♯29、♯30、♯31)
- 武尊(仕掛け人特別ゲスト）(♯10、♯11、♯12)
- 大岩龍矢(仕掛け人特別ゲスト）(♯10)
- 大沢文也(仕掛け人特別ゲスト）(♯11)
- 京太郎(仕掛け人特別ゲスト）(♯12、♯13、♯29、♯30、♯31)

## 主な内容

### 恵比寿ハニートラップTV
メイン企画。昨今、清廉潔白が求められる芸能界やスポーツ界。業界に警鐘を鳴らすため恵比寿マスカッツのメンバーが有名人にハニートラップを仕掛け、対策ができているかを検証する。

#### VRハニートラップ
初回からの企画。VR機器を装着させ胸を揉まさせる誘いを行うが、その胸はママタルト大鶴だったというドッキリ。

#### ソーシャルディスタンスキス!?トラップ
初回の企画。ソーシャルディスタンスが求められる中、キスを迫って同意するかを検証。アクリルやビニール越しのキスのあと、強面マネージャーの脅しが待ち受けたり、プールに落すなどのオチが付く。

#### バレバレトラップ
通常の6割の仕掛けと6割の演技でトラップを仕掛ける。芸人がどうやってドッキリにかかったふりのまま企画を成立させるかを検証する。

#### 逆ハニトラ
2021年の#26で初実施。いつも仕掛け人側のマスカッツメンバーを口説いて、逆にトラップを仕掛ける。

### 自宅王決定戦
2021年10月の#22で初実施。「恵比寿マスカッツ 真夜中の運動会」での自宅大喜利選手権（自宅王決定戦）コーナーの続編。MCの竹山は未出演。

### スカッとテレフォン
2021年の#28で初実施。抜き打ちでメンバーや関係芸能人に生電話を掛けるコーナー。「おねがい!マスカット」からのコーナー。MCの竹山に替わり、森三中・黒沢かずこが出演。